# Arvesund
Arvesund är en by vid östra stranden av Kvissleviken i nordvästra delen av Storsjön i Hallens distrikt (Hallens socken) i Åre kommun, Jämtlands län (Jämtland).
Här har ångfartyget S/S Östersund haft sin hemmahamn sedan 1986. I anslutning till denna finns numera bland annat ett museum, Arvemuseet, ett café, ett vandrarhem, en gästhamn och en ställplats för husbilar, allt skött av Föreningen bevara ångaren Östersund.
Från 2020 till 2023 klassades byn av SCB som en småort.

## Bildgalleri

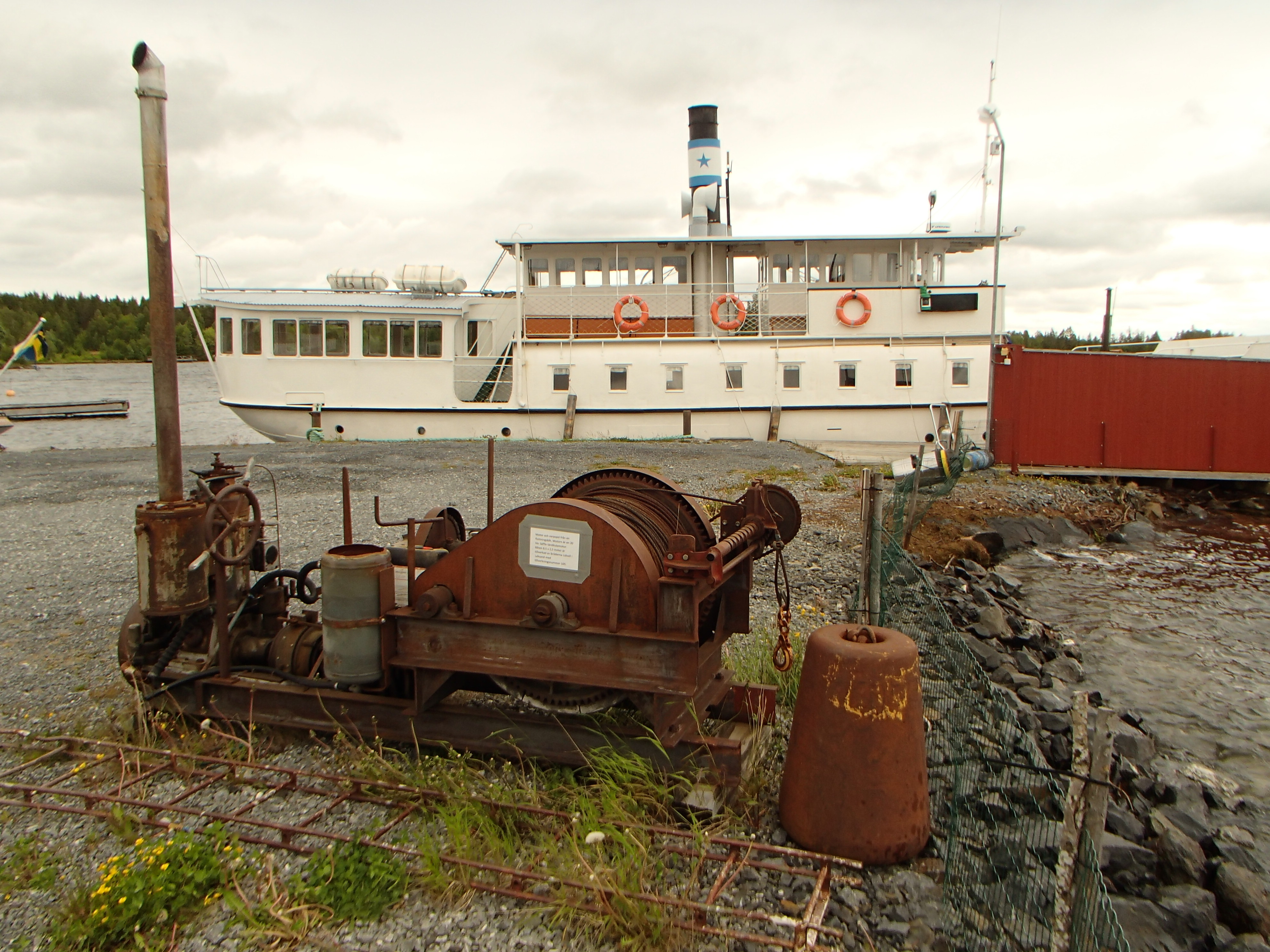
S/S Östersund vid Arvemuseet.
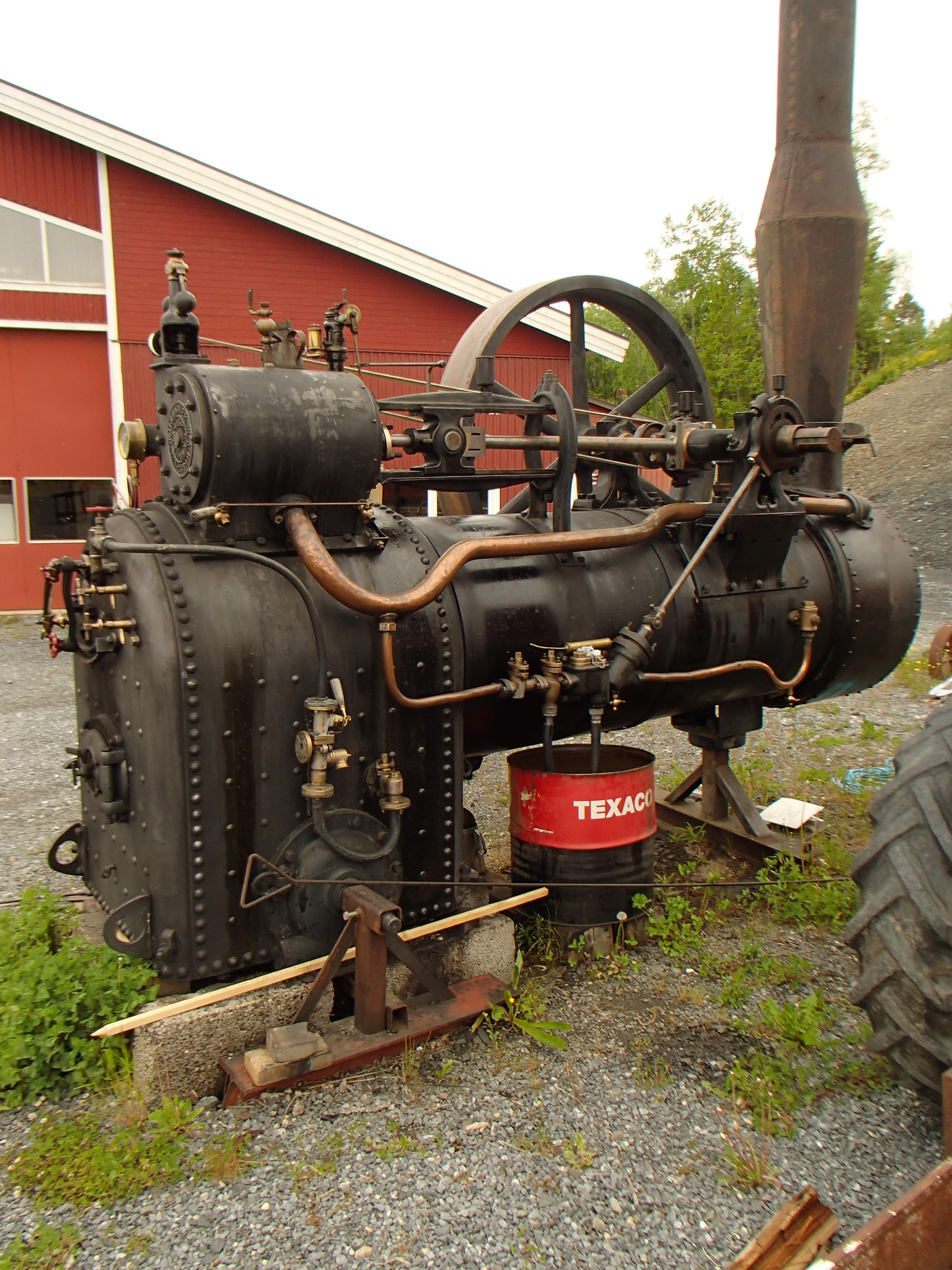
Ångmaskin vid Arvemuseet.
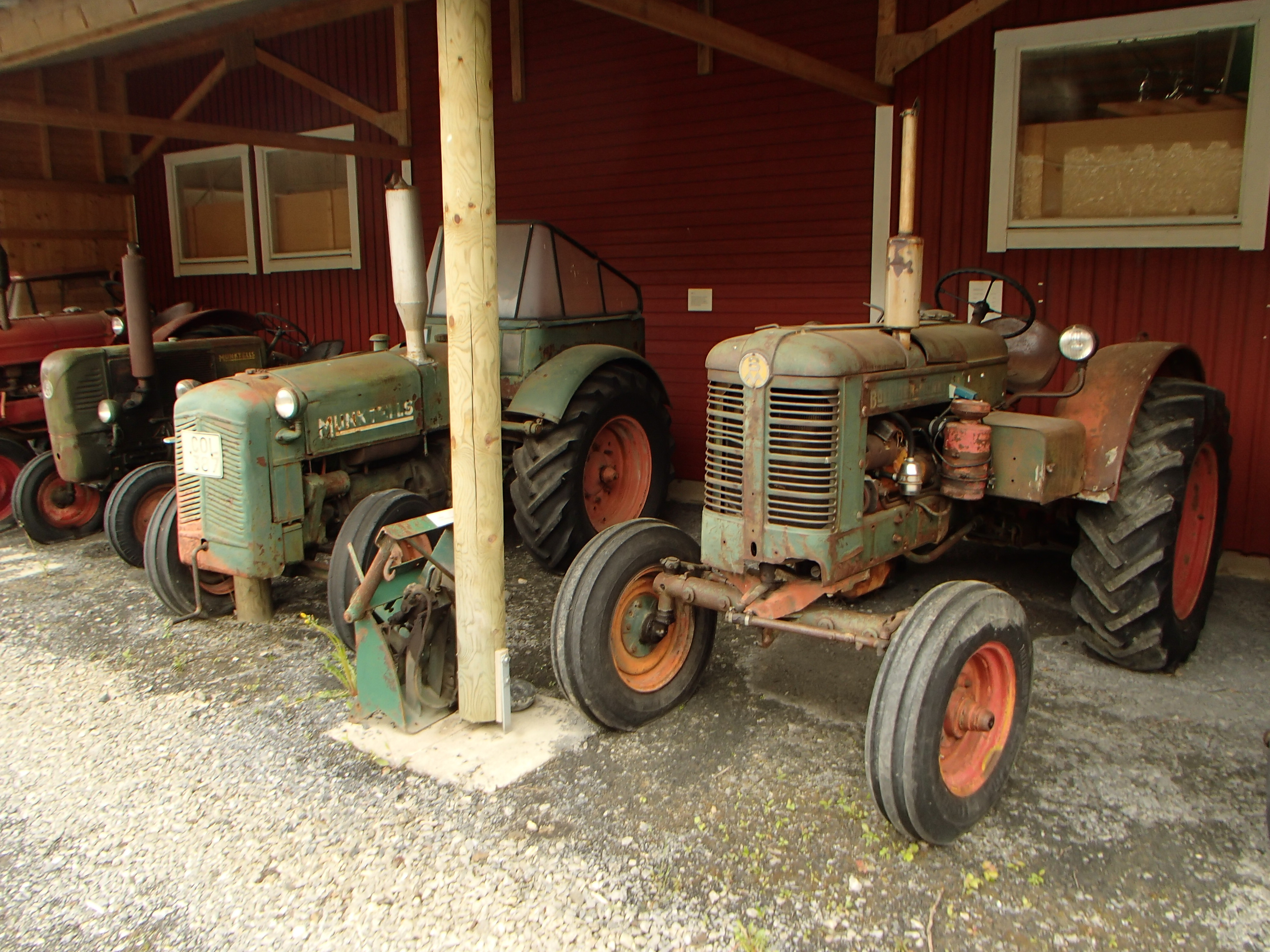
Gamla traktorer vid Arvemuseet.